# Mirosternus
Mirosternus is een monotypisch geslacht van kevers uit de familie van de klopkevers (Anobiidae).

## Soort
- Mirosternus glabripennis Sharp, 1881